# 青木龍史
青木 龍史（あおき りゅうじ、1998年3月19日 - ）は、日本の男子プロバスケットボール選手である。ポジションはポイントガード。B.LEAGUEのライジングゼファーフクオカ所属。

## 来歴
愛知県生まれアメリカ育ち。
スティーブンソン高校からローズ・ハルマン工科大学に進学し、NCAA Div.3では年間のフリースロー94％、96％を決めたピュアシューターとして活躍。
2019年、信州ブレイブウォリアーズと特別指定選手契約。
2020年、岩手ビッグブルズとプロ契約。このシーズンは31試合の出場で373得点（平均12.0得点）78リバウンド（同2.5リバウンド）37アシスト（同1.2アシスト）を記録。
2021年オフ、大阪エヴェッサに移籍。
2022年オフ、京都ハンナリーズに移籍。2024年5月13日に京都との契約が満了となった。
2024年6月14日に愛媛オレンジバイキングスと契約を結んだ。
2025年6月27日にライジングゼファーフクオカと契約を結んだ。